# Xã Sherman, Quận Newaygo, Michigan
Xã Sherman (tiếng Anh: Sherman Township) là một xã thuộc quận Newaygo, tiểu bang Michigan, Hoa Kỳ. Năm 2010, dân số của xã này là 2.109 người.